# Edward Natapei
Edward Nipake Natapei Tuta Fanua’araki (ur. 17 lipca 1954, zm. 28 lipca 2015 w Port Vila) – vanuacki polityk, premier kraju w latach 2001–2004 oraz od 22 września 2008 do 2 grudnia 2010. Pełniący obowiązki premiera od 16 czerwca 2011 do 26 czerwca 2011.

## Życiorys
Przewodniczący socjalistycznej Vanua’aku Pati. W 1991 przez krótki okres pełnił funkcję ministra spraw zagranicznych w rządzie Donalda Kalpokasa. Jako przewodniczący parlamentu, w okresie od 2 marca do 24 marca 1999 roku pełnił tymczasowo funkcję prezydenta państwa (do czasu wyboru na to stanowisko Johna Baniego). W kwietniu 2001 mianowany premierem w miejsce Baraka Sopé, którego rząd otrzymał od parlamentu wotum nieufności. Ustąpił po przegranych przez jego partię wyborach parlamentarnych z 2004 roku, mimo iż indywidualnie uzyskał w nich najlepszy wynik ze wszystkich kandydatów (startował w okręgu wyborczym Port Vila – stolicy kraju).
W lipcu 2005 objął funkcję ministra użyteczności publicznej w rządzie Hama Lini, którego wsparł w walce o fotel premiera. W lipcu 2007 zajął dodatkowo urząd wicepremiera. W wyborach parlamentarnych 2 września 2008 jego Vanua’aku Pati uzyskała najlepszy rezultat, zdobywając 11 mandatów w 52-osobowym parlamencie. 22 września 2008 parlament wybrał go premierem Vanuatu. W głosowaniu otrzymał 28 głosów poparcia, podczas gdy jego rywal, Maxime Carlot Korman uzyskał 24 głosy.
2 grudnia 2010 parlament uchwalił wotum nieufności wobec rządu premiera Natapei. W tym czasie przebywał on w Meksyku, uczestnicząc w szczycie klimatycznym w Cancún. Jego następcą został wybrany Sato Kilman.
16 czerwca 2011 przejął obowiązki szefa rządu po tym, jak sąd rozpatrzył złożony przez niego wniosek, uznając wybór premiera Sato Kilmana za nieważny z powodu niezachowania konstytucyjnego wymogu tajności głosowania przez ówczesnego przewodniczącego parlamentu. Natapei nie ubiegał się o urząd szefa rządu, a 26 czerwca 2011 parlament wybrał na to stanowisko ponownie Sato Kilmana.